# Comité Condon
"Comité Condon" fue el nombre informal del Proyecto OVNI de la Universidad de Colorado, un grupo que de 1966 a 1968 financió la Fuerza Aérea de los Estados Unidos en la Universidad de Colorado para que estudiara los ovnis bajo la dirección del físico Edward Condon. El resultado de su trabajo, conocido como Informe Condon, se publicó en 1968 bajo el titulado formal de Estudio científico de objetos voladores no identificados.
Tras analizar cientos de archivos ovni del Proyecto Libro Azul y de dos grupos ufológicos civiles, el Comité de Investigaciones Nacionales Sobre Fenómenos Aéreos (NICAP, por sus siglas en inglés) y la Organización de Investigación de Fenómenos Aéreos (APRO), así como de investigar avistamientos reportados durante el desarrollo del proyecto, el Comité redactó un informe final que afirmaba que era poco probable que estudiar los ovnis produjese descubrimientos científicos importantes.
Las conclusiones del informe tuvieron una recepción dividida entre los científicos y las revistas académicas. El informe ha sido citado como un factor decisivo en el nivel de interés generalmente bajo que tienen los académicos respecto de la actividad ovni. Según un importante crítico del informe, es "el documento público más influyente sobre el estatus científico del problema ovni. Por lo tanto, toda obra científica sobre el problema ovni debe hacer referencia al Informe Condon".

## Contexto
Comenzando en 1947 por el Proyecto Signo, que luego se convirtió en el Proyecto Grudge y finalmente en el Proyecto Libro Azul, la Fuerza Aérea de Estados Unidos realizó investigaciones formales sobre los ovnis, un tema de considerable interés público y de cierto interés gubernamental. El Libro Azul había recibido críticas en los '60. Cada vez más críticos, incluyendo políticos estadounidenses, periodistas, ufólogos, científicos y parte del público en general, acusaban al Libro Azul de realizar una investigación deficiente y sin evidencia, o de perpetrar un encubrimiento. La Fuerza Aérea no quería continuar las investigaciones pero tampoco que un cese de estas provocase más acusaciones de encubrimiento. Los ovnis se habían vuelto un tema tan polémico que ninguna otra agencia de gobierno estaba dispuesta a seguir adelante con esas investigaciones.

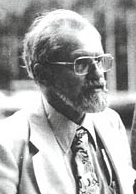
Josef Allen Hynek

Tras una oleada de reportes sobre ovnis en 1965, el astrónomo y asesor del Libro Azul, J. Allen Hynek, escribió una carta al Consejo Consultivo Científico de la Fuerza Aérea en la que proponía reunir un plantel de expertos para revisar el Libro Azul. El Consejo aceptó. El comité al que convocó, presidido por Brian O'Brien, se reunió un solo día en febrero de 1966 y opinó que sobre los ovnis era posible realizar investigaciones más detalladas y profundas de lo que lo habían sido hasta entonces, y que la Fuerza Aérea debería trabajar con algunas universidades que proporcionaran equipos de científicos para estudiar los ovnis. El Comité recomendó estudiar unos 100 avistamientos ovni bien documentados y dedicar unos 10 días de trabajo a cada caso.

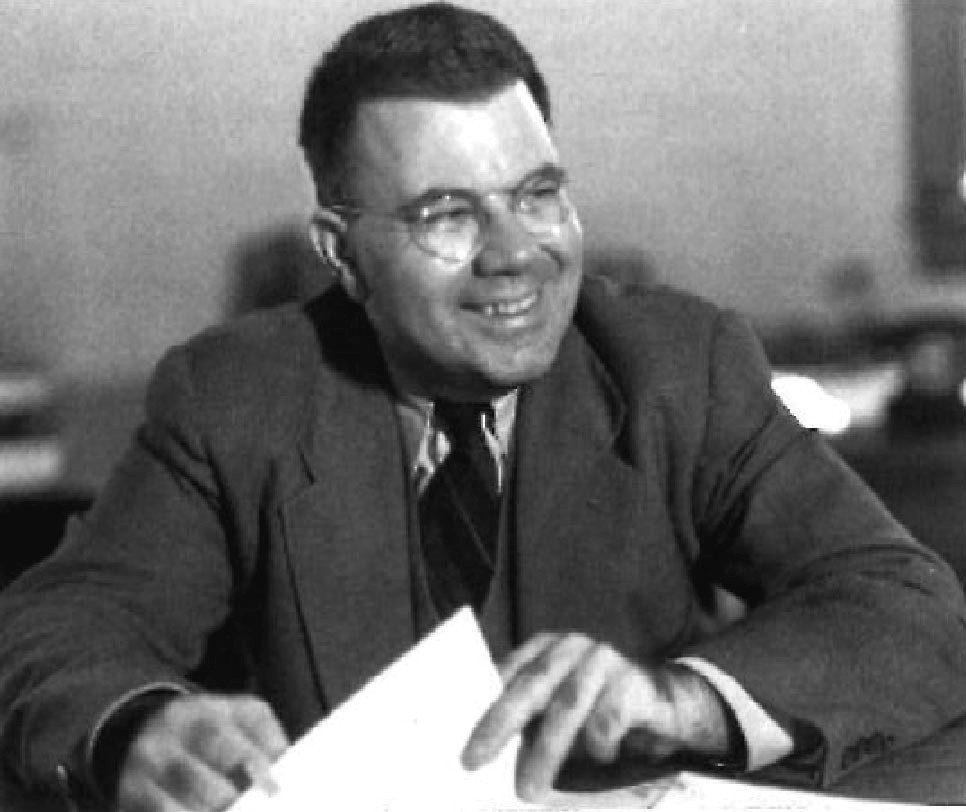
Edward Uhler Condon

En una audiencia parlamentaria sobre los ovnis, el 5 de abril de 1966, el Secretario de la Fuerza Aérea Harold Brown defendió las investigaciones de la Fuerza y reiteró el pedido de aumentarlas que hiciera el Comité O'Brien. Hynek reiteró su pedido de "un plantel de físicos y científicos sociales civiles" para "examinar el problema ovni de manera crítica para el expreso propósito de determinar si existe un problema importante." Poco después de la audiencia, la Fuerza Aérea anunció que estaba en busca de una o más universidades para emprender un estudio sobre los ovnis. Intentó tener varios grupos pero llevó cierto tiempo encontrar siquiera una sola escuela que aceptase su oferta. Tanto Hynek como James E. McDonald propusieron sus propios campus, la Universidad del Noroeste y la de Arizona, y otros propusieron al astrónomo Donald Menzel. A todos se los juzgó demasiado estrechamente vinculados con una u otra postura. Walter Orr Roberts, director del Centro Nacional de Investigación Atmosférica, y Menzel propusieron al físico Edward Condon de la Universidad de Colorado.
En el verano de 1966, Condon, uno de los científicos más conocidos y distinguidos de su época, aceptó considerar la oferta de la Fuerza Aérea. Los tenaces encuentros de Condon con el Comité de Actividades Antiestadounidenses y otros Comités de Lealtad del gobierno en las décadas de 1940 y 1950 lo hicieron "casi legendario" entre sus colegas. En nombre de Condon, Robert J. Low, decano asistente del programa de posgrado de la universidad, exploró la reacción del profesorado ante el proyecto propuesto y lo encontró dividido y cauteloso. Trató de tranquilizar a quienes consideraban que el asunto no merecía una investigación científica. Low le dijo al Denver Post que el proyecto había alcanzado el umbral de aceptación de la Universidad por un estrechísimo margen y que lo habían aceptado en gran medida porque era difícil decir que no a la Fuerza Aérea. Algunos han sugerido que lo financiero fue un factor decisivo para que la Universidad de Colorado aceptase la oferta de 313.000 dólares que la Fuerza Aérea asignaba al proyecto. Condon lo negó y señaló que ese era un presupuesto bastante modesto para una tarea que se preveía que durase más de un año y con un plantel de más de docena de integrantes.
El 6 de octubre de 1966, la Universidad de Colorado acordó emprender el estudio de los ovnis con Condon como director, Low como coordinador y Saunders y el astrónomo Franklin E. Roach como co-investigadores principales.. Otros miembros del Comité eran el astrónomo William K. Hartmann, los psicólogos Michael Wertheimer, Dan Culbertson y James Wadsworth, un estudiante de posgrado; el farmacéutico Roy Craig; el ingeniero eléctrico Norman Levine y el físico Frederick Ayer. Muchos otros científicos o expertos desempeñaron funciones de tiempo parcial y temporales o fueron simplemente asesores. La respuesta pública al anuncio de que se formaba el comité fue mayormente positiva
Al anunciarse el proyecto, The Nation comentó: "Si el Dr. Condon y sus compañeros salen con algo menos que los hombrecitos verdes de Marte, serán crucificados."

## Trabajo del Comité
En noviembre de 1966, el mayor retirado Donald Keyhoe del Cuerpo de Marines de los Estados Unidos, y Richard H. Hall, ambos del NICAP, informaron al plantel. Acordaron compartir los archivos de las investigaciones del NICAP y ampliar la colección de informes ovni. El Comité también recibió ayuda del APRO y avanzó lentamente debido a desacuerdos sobre el uso de fondos y la metodología. En su afán de contratar personas sin una postura previa frente a los ovnis, el plantel del Comité acabó conformándose con miembros sin experiencia ni conocimientos especializados en la materia. Al comenzar sus análisis, los miembros del Comité normalmente trabajaron sin coordinación. Cada uno adoptó diferentes enfoques, especialmente con respecto a la hipótesis extraterrestre.
A fines de 1967, Condon dijo en una conferencia que creía que el gobierno no debería estudiar los ovnis porque el tema era un 'sin sentido', y añadió: "pero se supone que no llegaré a esa conclusión hasta dentro de un año." Un miembro de NICAP renunció en protesta y Saunders confrontó a Condon expresando su preocupación de que esa renuncia eliminase una valiosa fuente de archivos de casos y generase publicidad negativa.

### Polémica por el memorando Low
En julio de 1967, James E. McDonald, un creyente confeso en la validez de los avistamientos ovnis, se enteró por un miembro del Comité sobre un memorando que Low había escrito el 9 de agosto de 1966, en el que aseguraba a dos administradores de la Universidad de Colorado que el estudio demostraría que las observaciones de ovnis carecían de base real. McDonald, tras localizar una copia del memorando en los archivos del proyecto, le escribió a Condon citando unas cuantas líneas suyas.
En respuesta al memorando, el 30 de abril de 1968 el NICAP rompió su vínculo con el Comité y Keyhoe hizo circular copias del memorando de Low. La cobertura de la prensa incluyó un artículo, "Flying Saucer Fiasco", publicado en la edición de Look de mayo de 1968, que presentaba entrevistas a Saunders y a Levine, detallaba la controversia y describía el proyecto como "una broma de 500.000 dólares." Condon respondió que el artículo contenía "falsedades y tergiversaciones." Las revistas científicas y técnicas informaron sobre el tema. El representante J. Edward Roush dijo que el artículo de Look planteaba "serias dudas sobre la profundidad científica y la objetividad del proyecto" y realizó una audiencia dominada por críticos del mismo. Low renunció al proyecto en mayo de 1968.
Críticos posteriores no hallaron muchas razones para dar importancia al memorando. David Saunders, miembro del Comité, escribió que presentar a Low como un intrigante o un conspirador era injusto y poco exacto. Roy Craig, investigador del proyecto, después escribió que el memorando Low no le preocupaba porque Condon no había sabido de aquel durante dieciocho meses y no reflejaba sus puntos de vista. Condon escribió en el Informe final que la descripción del proyecto en el memorando, que enfatizaba "la psicología y la sociología" de quienes informan sobre avistamientos ovni, demostraba lo mal que entendía Low el proyecto al escribir el memorando.

### Últimos meses
Pese a que el NICAP se retiró del proyecto, los miembros de su Early Warning Network (Red de Aviso Temprano) siguieron informando de avistamientos a los investigadores, al igual que los periodistas.
Los científicos que anticiparon que el Comité recomendaría que el gobierno cesara la investigación sobre los ovnis, se apresuraron a publicar su propia refutación antes del informe final del Comité. Titulado UFO's? Yes! (¿Ovnis? ¡Sí!) y escrito por Saunders, se preguntaba si la CIA no quería desviar de los ovnis la atención pública. Usaba tres casos para defender la actividad extraterrestre. El investigador del proyecto Roy Craig posteriormente describió todos los casos como "sin sentidos totales," "altamente sospechosos," e inexplicables pero muy frágiles.

## Informe del Comité
El Comité entregó su informe a la Fuerza Aérea en noviembre de 1968, la cual lo publicó en enero de 1969. El informe, de 1.485 páginas en tapa dura y 965 páginas en rústica, dividió los casos ovni en cinco categorías: reportes de ovnis anteriores a la conformación del Comité, nuevos informes, casos fotográficos, casos de radar / visuales y ovnis reportados por astronautas. Algunos casos ovni se clasificaron en múltiples categorías. Condon es autor de 6 páginas de "conclusiones y recomendaciones", un "resumen" de 43 páginas y 50 páginas de historia de los fenómenos e investigaciones ovni de veinte años atrás.
En sus "Conclusiones y recomendaciones", Condon escribió: "Nuestra conclusión general es que nada ha surgido de estudiar los ovnis de los últimos 21 años que haya aportado [algo] al conocimiento científico. Una consideración cuidadosa del registro tal como está disponible para nosotros nos hace concluir que un estudio más amplio de los ovnis probablemente no pueda justificarse con la expectativa de que con ello la ciencia vance.". También recomendó que no se creara un programa gubernamental para investigar reportes de ovnis. Asimismo describía el problema que afronta la comunidad científica, que cada científico debe evaluar el registro por sí mismo, y que la recomendación del Informe contra nuevas investigaciones podía no ser definitiva." Condon aconsejó que las agencias de gobierno y las fundaciones privadas estuvieran dispuestas a considerar las propuestas de investigación ovni sobre la base de una mentalidad abierta y sin prejuicios y que "cada caso individual debería considerarse cuidadosamente según sus propios méritos". En particular, el informe observaba que el conocimiento científico tenía vacíos en el campo de la "óptica atmosférica, incluyendo la propagación ondulatoria radiofónica, y la electricidad atmosférica", que podrían favorecer nuevas investigaciones en el campo ufológico.
El informe detalla 59 estudios de casos, aunque por razones legales se cambiaron sus ubicaciones. El editor de ciencia del New York Times, Walter Sullivan, en su introducción a la versión publicada del informe, dijo que la serie "se lee como una colección moderna y real de episodios de Sherlock Holmes. Los casos van desde lo inquietantemente desconcertante hasta lo absurdamente ingenuo. Al lector se le da una idea del método científico, aun cuando los casos a menudo sean tales que desafían todo lo que se acerque al análisis deductivo". Seis capítulos cubrieron estudios de campo sobre evidencia física, como efectos electromagnéticos e imágenes visuales y de radar. Uno trató las observaciones de los astronautas estadounidenses.
En particular, en el caso 02 de la sección IV, capítulo 2, el informe decía sobre el incidente Lakenheath-Bentwaters de 1956: "En conclusión, aunque no pueden descartarse explicaciones convencionales o naturales, su probabilidad en este caso parece baja y la probabilidad de que haya estado involucrado un ovni genuino parece bastante alta "
Incluso antes de su finalización, la Fuerza Aérea había pedido a la Academia Nacional de Ciencias que proporcionase una evaluación independiente del alcance, la metodología y los hallazgos del Comité. Un panel presidido por el astrónomo de Yale Gerald M. Clemence estudió el Informe durante seis semanas y concluyó que "sobre la base del conocimiento actual, la explicación menos probable sobre los ovnis es la hipótesis de visitas extraterrestres por seres inteligentes" y que la alta prioridad de los ovnis "no está avalada por los datos de las dos últimas décadas".
En respuesta a los resultados del informe, el 17 de diciembre de 1969, la Fuerza Aérea cerró el Proyecto Libro Azul, establecido en marzo de 1952.

## Valoraciones
El Informe tuvo una recepción dividida entre los científicos y las revistas académicas, al tiempo que recibió "elogios casi universales de los medios de comunicación." Muchos periódicos, revistas y diarios publicaron críticas de aprobación o editoriales relacionados con el Informe Condon. Algunos compararon toda creencia tenaz en los ovnis con la creencia de que la tierra es plana. Otros predijeron que el interés en los ovnis se desvanecería y en unas pocas generaciones solo se lo recordaría vagamente. Science, la publicación oficial de la Asociación Estadounidense para el Avance de la Ciencia, dijo: "El Estudio de Colorado es sin duda la investigación más completa y sofisticada jamás realizada sobre el nebuloso fenómeno ovni."
El número de Nature del 8 de marzo de 1969 ofrecía una revisión en general positiva del Informe Condon, pero se preguntaba por qué se había dedicado tanto esfuerzo a un tema así: "El proyecto de Colorado es un logro monumental, pero de ingenio quizás mal aplicado. Sin duda, no se podría compararlo con los intentos de siglos anteriores por calcular cuántos ángeles podían balancearse en la punta de un alfiler; es más como tomar un mazo para romper una nuez, excepto que las nueces serán bastante inmunes a su impacto ". El 9 de enero de 1969, el New York Times tituló su cobertura: "U.F.O. Finding: No Visits From Afar" ("Hallazgo OVNI: No hay visitas desde lejos"). El artículo decía que, según el Informe, la hipótesis extraterrestre finalmente podría descartarse y que todos los reportes de ovnis tenían explicaciones prosaicas. También señalaba que el Informe tenía sus críticos, pero los caracterizaba como "entusiastas de los ovnis."
Los críticos presentaron repetidamente sus argumentos sin lograr el apoyo que buscaban del gobierno. Uno describió el Informe como "una recopilación bastante desorganizada de artículos independientes sobre temas dispares, de los cuales una minoría trataba sobre ovnis"." Hynek describió el Informe como "voluminoso, divagador, mal organizado" y escribió que "menos de la mitad... se orientaba a investigar reportes de ovnis." En el número del 14 de abril de 1969 de Scientific Research, Robert L. M. Baker Jr. escribió que el informe del Comité Condon "parece justificar la investigación científica a lo largo de muchas fronteras generales y especializadas." En la edición de diciembre de 1969 de Physics Today, el consultor del Comité Gerald Rothberg escribió que había investigado a fondo unos 100 casos de ovnis, de los cuales tres o cuatro lo dejaron perplejo. Rothberg opinó que este resto de informes inexplicables señalaba una "controversia científica legítima." Los críticos denunciaron que los resúmenes de casos de Condon eran inexactos o engañosos, con informes enigmáticos "enterrados" entre los casos confirmados.
En diciembre de 1969, el físico James E. McDonald llamó al Informe "inadecuado" y dijo que "representa un estudio de solo una pequeña fracción de los reportes de ovnis más desconcertantes de las últimas dos décadas", y que "su nivel de argumentación científica es totalmente insatisfactorio." En un número de 1969 del American Journal of Physics, Thornton Page revisó el Informe Condon y escribió: "Los legos inteligentes pueden señalar (y de hecho lo hacen) el error lógico de que la conclusión de Condon se base en una muestra estadísticamente pequeña (y seleccionada). Incluso en esta muestra puede reconocerse un patrón consistente, [pero] es ignorado por las 'autoridades', que luego agravan su 'felonía' al recomendar que no se recopilen más datos de observación."
En noviembre de 1970, el Instituto Estadounidense de Aeronáutica y Astronáutica en general concordó con la opinión de Condon de que los estudios científicos sobre los ovnis habían descubierto cosas de poco valor, pero también sostuvo "no encontrar en el informe base alguna para la predicción [de Condon] de que nuevos estudios no obtendrían nada de valor científico."

### Principales críticos
El astrónomo J. Allen Hynek escribió que "el Informe Condon no resolvió nada." Calificó la introducción de Condon de "singularmente sesgada" y escribió que "evitaba mencionar que en las entrañas del informe permanecía incrustado un misterio; que el comité no había podido proporcionar explicaciones adecuadas para más de una cuarta parte de los casos examinados". Hynek sostuvo que "Condon no entendía la naturaleza y el alcance del problema" que estaba estudiando y objetó la idea de que solo la vida extraterrestre pudiera explicar la actividad ovni. Al centrarse en esta hipótesis, escribió, el Informe "no trató de establecer si los ovnis constituían un problema real para los científicos, ya fueran físicos o sociales".
El astrofísico Peter A. Sturrock escribió que las posturas críticas provenían de científicos que sí habían llevado a cabo investigaciones en el campo de los ovnis, mientras que las críticas elogiosas "provenían de científicos que no habían llevado a cabo tales investigaciones." Como ejemplo, Sturrock señaló un caso en que un ovni supuestamente supersónico no produjo una explosión sónica y observó que no debería darse por sentado que una civilización más avanzada no podría encontrar alguna forma de viajar a tal velocidad sin generar una explosión sónica."